# Getüm
Das Getüm ist ein von der Autorin Dietlind Neven-du Mont (1926–1995) Anfang der 1970er Jahre erfundenes Fantasiewesen.
In zwei sehr erfolgreichen Kinderbüchern charakterisierte sie das Getüm als freundlich, liebenswert, interessant und witzig sowie für Kinder nützlich und nicht beängstigend. Es steht damit im gewollten Gegensatz zu den Ungetümen, die in den Büchern auch vorkommen – in Neven-du Monts Büchern wird zur begrifflichen Erklärung auf den Unterschied zwischen Unmenschen und Menschen hingewiesen.
Der Begriff Getüm etablierte sich danach als eigenständiges Wort im allgemeinen Sprachgebrauch und wird heute für Neuschöpfungen, die dem „Getüm“ von Neven-du Mont ähnlich sind, sowie für unterschiedliche Objekte, deren Größe oder Gestalt bemerkenswert erscheint, gebraucht.

## Etymologie
Etymologisch kann das Wort „Getüm“ aus „thum“ oder „gethüm“ in der Bedeutung von „Wesen“ oder „Gewese“ hergeleitet werden. Das Wort „Ungetüm“ wäre dementsprechend als Unwesen zu deuten. In Goethes Faust (1806) gibt es die Ableitungen „Dreigethüm“ und „Windgethüm“.
„Gethüm“ könnte auch eine Neubildung zu „Ungethüm“ sein. Nach Grimms deutschem Wörterbuch ist die Herleitung nicht eindeutig. In den Zeilen eines Gedichtes von Christian Morgenstern (1871–1914): „Auf dem toten Getüme / meiner Unwissenheit“ kann das Wort „Getüme“ in der Bedeutung von Wesen oder Gewese gedeutet werden.

## Getüme in der Literatur
Das Getüm aus den beiden Kinderbüchern Das Getüm und Ein Getüm kommt selten allein von Dietlind Neven-du Mont war in den 1970er und 1980er Jahren recht bekannt. Bei Neven-du Mont sind Getüme klein, grün und ungezogen; sie richten sich gerne in Bücherregalen ein und ihr Handeln mutet planlos an, ist aber letztlich erfolgreich. Getüme sammeln nutzlose Gegenstände und tragen sie in Kindergartentäschchen mit sich herum. Sie können normalerweise – im Gegensatz zu den Ungetümen – kein Feuer spucken. Wenn sich ein Getüm jedoch sehr aufregt, dann kann man, wenn man sehr genau hinsieht, manchmal kleine Funken erkennen. Die einzigen bekannten Getüme wohnen zusammen mit einigen Ungetümen und der Erzählerin der Kinderbücher in der Via Scalabrini in Rom.
Das Getüm führt in den Büchern, ähnlich wie der von Walter Moers erfundene Buntbär Käpt’n Blaubär durch Geschichten. In seiner Wesensart ähnelt das Getüm dem von Paul Maar erfundenen Sams. Das Buch Das Getüm ist 1980 in der fünften Auflage zum letzten Mal erschienen und heute vor allem bei jüngeren Menschen weitgehend in Vergessenheit geraten.
Sieben Jahre nach Erscheinen des Kinderbuches von Dietlind Neven-du Mont schrieb Erich Fried 1977 seinen Gedichtband Die bunten Getüme und knüpft poetisch an die grünen Getüme von Neven-du Mont an. Der Gedichtband Die bunten Getüme wurde 2002, 25 Jahre nach seinem ersten Erscheinen, neu aufgelegt.

## Getüme heute
In der Folge dieser Bücher taucht der Begriff „Getüm“ heute in einem weiten Bedeutungsspektrum auf. Der Begriff wird für Fantasiewesen und Objekte gebraucht, die fantastisch unwirklich erscheinen und entweder freundlich anmuten oder nützlich, oft groß und nicht beängstigend sind. Der Begriff taucht in zwei unterschiedlichen Grundbedeutungen auf. Einerseits werden in der Kunst und in Kinderprojekten erfundene Fantasiewesen, die in ihrer liebenswerten unkonventionellen Wesensart an das „Getüm“ von Neven-du Mont erinnern, „Getüme“ genannt. Andererseits wird der Begriff „Getüm“ im allgemeinen Sprachgebrauch auch für die Benennung von fantastisch anmutenden Objekten gebraucht, ohne einen erkennbaren Bezug zu dem Fantasiewesen Neven-du Monts.

### Kunst und Kinder
Die Künstlerin Ilka Deutesfeld nennt ihre Ausstellung im Jahre 2003 im Marschtorzwinger Buxtehude: „Getümen und Gebilden“; Lisa und Werner Röper nennen ihr Kunstbuch, 2006 herausgegeben von der Kunsthochschule Kassel, „Getüme“. Das Buch für Kinder und Erwachsene „Getüme“ von Lisa Röper enthält Kunstbilder von Getümen und Gedichte. Der Künstler Ottfried Narewski erfand 1992 Getüme aus Fraktalen aus der Chaostheorie. Die Grafikerin Katharina Neeb nennt die Figuren in ihren Cartoons „Getüme“. Ihre Getüme erinnern im Aussehen an die Mumins von Tove Jansson.
Der Begriff „Getüm“ erscheint auch in pädagogischen Kinderprojekten, wie in dem Münchener Schulprojekt „Das Berner-Getüm“ von 2003, oder dem Skulpturenwettbewerb für Kinder in Köln, „Drachen und Getüme“ von 2003.

### Allgemeiner Sprachgebrauch
Heute werden auch – ähnlich wie beim Begriff „Ungetüm“ – in irgendeiner Weise fantastisch anmutende Objekte oder real existierende Objekte, die der gewohnten Wahrnehmung unwirklich erscheinen, „Getüm“ genannt. Oft sind es große Maschinen im weitesten Sinn, beispielsweise Windmühlen, Schiffe, Gebäude wie Wassertürme Autos, Motorräder oder wie in diesem Beispiel für ein Flugzeug: „Seine Form, die Leitwerke am Heck und die weiß-blaue Bemalung lassen das 75 Meter lange Getüm aussehen wie einen Schwertwal.“ Aber es gibt auch „Possierliche Getüme – Amöben, Wimpertierchen und ein Pantoffeltierchen aus Perlsack“, wobei Perlsack-Tiere wieder enger mit dem Getüm von Neven-du Mont assoziiert sind. Im Gegensatz zur rein positiven Figur des Getüms im Kinderbuch wird das Wort auch negativ verwendet: „Wie kalt erst wirkt da der Pizza- bzw. CD-Ständer – zumeist ein Getüm aus Blech, Plastik oder anderen Industrieabfällen“.